# Cymolutes praetextatus

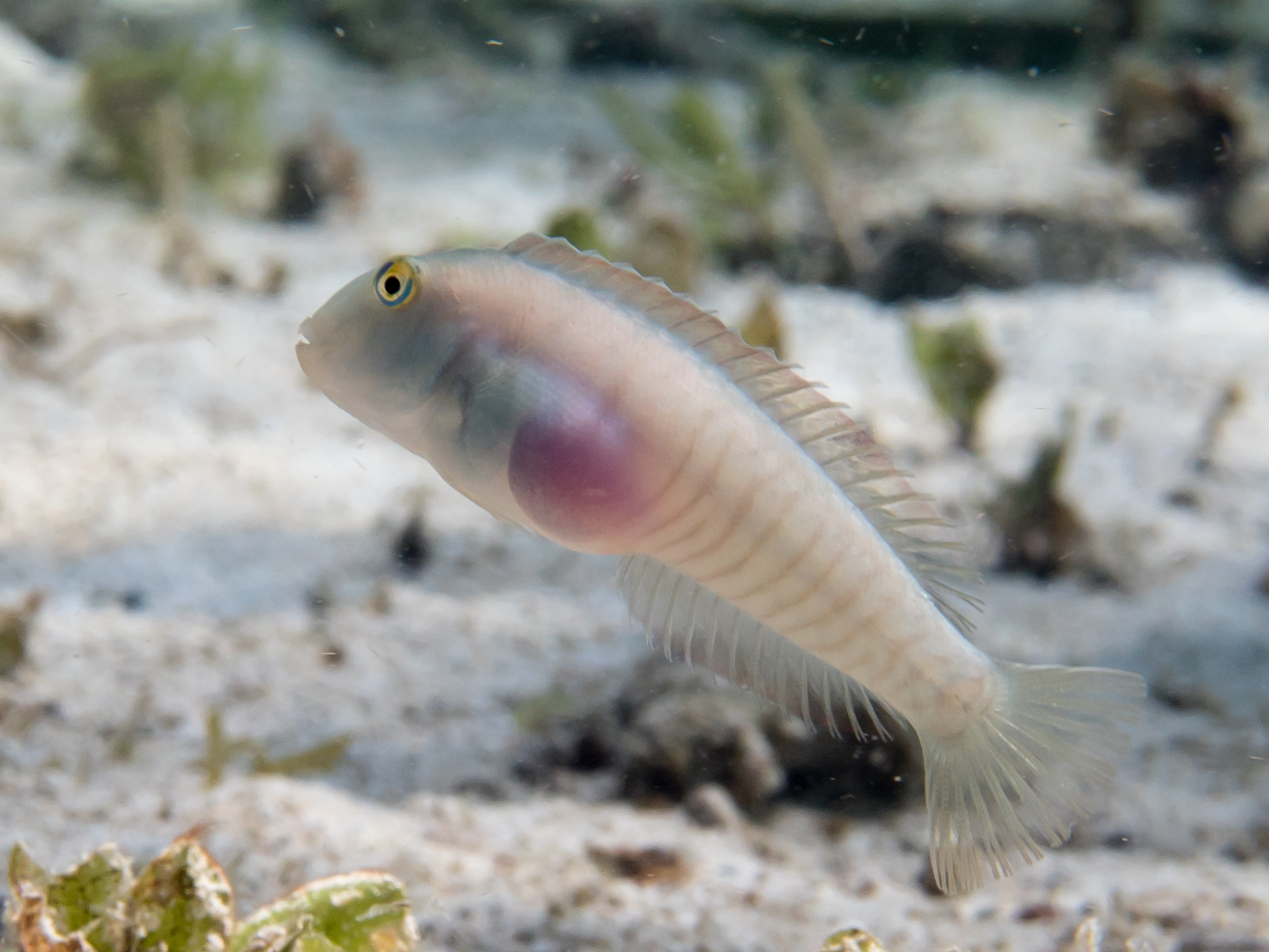

Cymolutes praetextatus (Quoy & Gaimard, 1834) è un pesce di acqua salata appartenente alla famiglia Labridae.

## Distribuzione e habitat
Proviene dalle barriere coralline dell'Oceano Pacifico e dell'Oceano Indiano, in particolare da Isole della Società, Natal, Africa orientale, Mozambico, Sudafrica e Seychelles. È un pesce che sta di solito non molto lontano dalla superficie, e nuota fino a 27 m di profondità solitamente in zone con fondali sabbiosi, a volte ricche di vegetazione acquatica.

## Descrizione
Presenta un corpo allungato, leggermente compresso lateralmente, con la testa dal profilo arrotondato, talvolta leggermente schiacciato, ma non quanto C. torquatus. La colorazione può variare dal giallastro al grigio chiaro, spesso con il ventre pallido; circa al centro del corpo può essere presente una piccola macchia nera. Le pinne sono trasparenti, e la pinna dorsale è decisamente più lunga della pinna anale. La pinna caudale ha il margine dritto. La lunghezza massima registrata è di 20 cm.

## Comportamento
Questa specie predilige i fondali sabbiosi perché è capace di nascondersi nella sabbia se minacciata. È prevalentemente solitaria.

## Conservazione
Questa specie viene talvolta catturata per essere allevata in acquario, però non è particolarmente ricercata, quindi viene classificata come "a rischio minimo" (LC) dalla lista rossa IUCN.